# Албано-французские отношения
Албано-французские отношения — двусторонние отношения между Албанией и Францией в дипломатической, культурной, экономической и иных сферах. Обе страны являются членами Организации Североатлантического договора (НАТО) и Организации по безопасности и сотрудничеству в Европе (ОБСЕ).

## История
Во время Балканских войн (1912—1913) албанцы провозгласили независимость Албании от Османской империи. Франция и Россия выступали против албанцев из-за поддержки Сербии, и обе поддержали предложения своих балканских союзников о меньшей территории и побережье для новых границ Албанского государства.
Будучи основателем и членом Европейского союза (ЕС), Франция была одной из немногих стран, не поддержавших Албанию на пути евроинтеграции до 30 марта 2020 года.

## Дипломатические представительства
- Албания имеет посольство в Париже[4].
- Франция имеет посольство в Тиране[5].